# Charles Constantin
Pour les articles homonymes, voir Constantin.
Charles Constantin est un violoniste, compositeur et chef d'orchestre français né le 7 janvier 1835 à Marseille et mort le 27 octobre 1891 à Pau.

## Biographie
Titus-Charles Constantin naît le 7 janvier 1835 à Marseille,,.                                    
Comme violoniste, il se forme dans sa ville natale et, à Paris, joue dans les orchestres du Théâtre-Lyrique et du Théâtre-Italien.                  
En 1858, il est admis dans la classe de composition d'Ambroise Thomas au Conservatoire de Paris. Lauréat d'une mention au concours du Prix de Rome en 1861, il obtient un second grand prix en 1863 avec sa cantate David Rizzio,.                  
Comme compositeur, Charles Constantin est l'auteur d'un ballet, Bak-Bek, créé à Lyon en 1867, d'un opéra-comique, Dans la Forêt, créé à l'Athénée le 2 décembre 1872, et de plusieurs morceaux symphoniques et de circonstances,. Mais il fait essentiellement carrière en tant que chef d'orchestre de théâtre.                  
En 1865, il est chef aux Fantaisies-Parisiennes, où il dirige des ouvrages lyriques peu connus de Mozart, Schubert et Weber et des opéras-comiques français anciens d'Hérold, Monsigny, Philidor ou Boieldieu. Il quitte ce poste en 1870 et, après la guerre, prend la direction des concerts du Casino-Cadet, puis de l'Athénée, enfin, en 1873, du nouveau théâtre de la Renaissance.                  
En 1876, il succède à Adolphe Deloffre à la tête de l'Orchestre de l'Opéra-Comique, pour quelques mois, Léon Carvalho, le nouveau directeur de l'institution, ne renouvelant pas son contrat. De santé fragile, Constantin quitte Paris pour la province, dirige les concerts du Casino de Royan et l'orchestre du théâtre de Pau, à compter de 1878.                  
En 1889, il est nommé officier de l'Instruction publique.                  
Charles Constantin meurt à Pau le 27 octobre 1891.                  